# Oskar von Boenigk
Oskar von Boenigk (* 25. August 1893 in Siegersdorf; † 30. Januar 1946 im Speziallager Ketschendorf) war ein deutscher Offizier der Fliegertruppe und erzielte 26 bestätigte Abschüsse im Ersten Weltkrieg. Im Zweiten Weltkrieg diente er als Generalmajor der Luftwaffe.

## Leben
Geboren wurde Oskar als Sohn des königlichen Amtsrats und Domänenpächters Kuno Freiherr von Boenigk. Er besucht vom neunten bis elften Lebensjahr das Gymnasium in Bunzlau, davor wurde er zu Hause von Privatlehrern erzogen und unterrichtet. Nach der Kadettenanstalt Wahlstatt und Hauptkadettenanstalt Lichterfelde, trat er als Leutnant am 22. März 1912 in das Grenadier-Regiment „König Friedrich III.“ (2. Schlesisches) Nr. 11 ein.
Mit seinem Regiment kam Boenigk bei Ausbruch des Ersten Weltkriegs als Zugführer an der Westfront zum Einsatz und wurde am 22. August bei Rossignol-Tintigny in Brust und Lunge schwer verwundet. Oktober 1914 kehrte er zum Regiment zurück, wurde Kompanieführer und später Ordonnanzoffizier. Er erlebte im März 1915 die Winterschlacht in der Champagne. Nach weiteren Verwundungen kehrte er im Dezember 1915 als Führer der 5. Kompanie zurück und nahm an den Kämpfe an der Lorettohöhe und die Herbstschlacht bei Arras teil.
Ab Dezember 1915 erhielt Boenigk eine Flugzeugbeobachterausbildung in Köln-Bickendorf. Am 1. März 1916 folgte seine Kommandierung zur Fliegerersatzabteilung in Posen und kam anschließend zur Kampfstaffel 32 (in einem Kampfgeschwader), die an den Kämpfen in den Vogesen eingesetzt wurde, später flog er auch mit bei den Bombenflügen auf Dünkirchen und war an der Sommeschlacht und der Osterschlacht 1917 an der Aisne als Beobachter beteiligt. Die siebenwöchige Ausbildung zum Flugzeugführer durchlief er 1917 in Braunschweig sowie in Göttingen in der heutigen Bönigk OHG. 
Nach dem erfolgreichen Abschluss erhielt er das Militär-Flugzeugführer-Abzeichen und wurde im Juni 1917 zur Jagdstaffel 4 des Richthofen-Geschwaders in Flandern versetzt. Seinen ersten Luftsieg erzielte er am 20. Juli 1917 nordwestlich von Terbrielen über eine englische Sopwith Camel. Im Oktober 1917 bekam er die Führung einer Staffel, die im Abschnitt Reims-Verdun kämpfte. Juni 1918 wurde er Kommandeur des Jagdgeschwaders II. Mit diesem Geschwader vernichtete er im September 1918 die amerikanischen Flieger am St. Mihiel-Bogen fast vollständig. In der Zeit von 12. bis 18. September 1918 schoss das Geschwader unter seiner Führung 81 gegnerische Flugzeuge ab und verlor dabei nur zwei. Einen Tag später beschoss er mit seiner Staffel fünf Bréguets, die den Auftrag hatten, das deutsche Geschwader zu vernichten; drei stürzten brennend ab, zwei mussten landen.
Der Orden Pour le Mérite wurde ihm nach 26 Abschüssen am 26. Oktober 1918 verliehen, nachdem er bereits beide Klassen des Eisernen Kreuzes erhalten hatte.
Nach Kriegsende fungierte Boenigk als Führer der Freiwilligen-Flieger-Abteilung 418 beim Grenzschutz Ost. Da der Friedensvertrag von Versailles ein Verbot einer Fliegertruppe vorsah, wurde Boenigk am 30. September 1919 zur Abwicklungsstelle seines Stammregiments versetzt und unter gleichzeitiger Beförderung zum Hauptmann am 31. März 1920 aus dem aktiven Dienst entlassen.
Am 1. Juli 1934 erfolgte seine Reaktivierung zur Luftwaffe im Dienstgrad eines Majors. Er war ab diesem Zeitpunkt zunächst Kommandeur der Deutschen Verkehrsfliegerschule Cottbus. Es folgten Verwendungen als Offizier z.b.V. an der Jagdfliegerschule Schleißheim und am 1. November 1935 seine Kommandierung zur Fliegerschule Perleberg. Ab 1. März 1936 fungierte er dort als Kommandeur der Fliegerschule und war zugleich Fliegerhorst-Kommandeur. In diesen Funktionen beförderte man ihn am 1. Oktober 1936 zum Oberstleutnant sowie am 1. Januar 1939 zum Oberst.
Nach dem Beginn des Zweiten Weltkriegs verblieb Boenigk zunächst auf seinem Posten und wurde am 1. November 1939 zum Kommandeur der Fliegerschule Sprottau ernannt. Ende des Jahres setzte man ihn als Kommandeur des Flughafenbereichs 1/VIII in Breslau ein und beförderte ihn als solchen am 1. Februar 1941 zum Generalmajor. Boenigk wurde am 30. November 1942 aus dem aktiven Dienst entlassen, jedoch weiterhin zur Verfügung gestellt. Vom 1. Dezember 1942 bis 31. Mai 1943 war er beim Luftgau-Kommando VIII bzw. II tätig, ehe seine Mobilmachungsbestimmung aufgehoben und er endgültig verabschiedet wurde.
Nach Kriegsende wurde Boenigk am 13. November 1945 durch die sowjetischen Besatzungsbehörden verhaftet und in das Speziallager (Internierungslager) Ketschendorf bei Fürstenwalde verbracht, wo er verstarb.